# Angehörige der Bundeswehr
Angehörige der Bundeswehr oder Bundeswehrangehörige ist ein Sammel- und Fachbegriff für alle im Geschäftsbereich des Bundesministeriums der Verteidigung tätigen Personen, unabhängig von ihrem Status. Dies sind:
- Soldaten
- Beamte
- Arbeitnehmer im öffentlichen Dienst
- Richter (an den Truppendienstgerichten)

Von dem Fachbegriff nicht umfasst sind die Familienangehörigen der oben bezeichneten Personengruppen. 
Reservisten als ehemalige Soldaten, die ihren Dienstgrad nicht verloren haben, sind keine Angehörigen der Bundeswehr. Nehmen Reservisten an einer Dienstleistung nach dem vierten oder fünften Abschnitt des Soldatengesetzes teil, werden sie als Reservistendienst Leistende bezeichnet, stehen als Soldaten in einem Wehrdienstverhältnis und sind dann Angehörige der Bundeswehr.